# Ricardo Clarijs
Ricardo Clarijs (Schiedam, 22 april 1990) is een Nederlandse handbalcoach die als clubcoach trainer was van DWS, Foreholte en VOC.
Op 21-jarige leeftijd begon Clarijs met coachen bij DWS. Met Foreholte werd Clarijs kampioen van de tweede en de eerste divisie in seizoen 2016/2017 en haalde hij de halve finale van de landelijke beker. Met VOC Amsterdam werd hij in de eredivisie drie keer landskampioen. En won hij de landelijke beker en supercup. In 2021 werd Clarijs met de dames onder-17 en onder-19 Europees kampioen.
Clarijs is talentcoach op de Handbalacademie en tevens actief als bondscoach van de dames onder-18 en onder-20. Daarnaast is hij assistent bondscoach van het dames A team.